# Profira Sadoveanu
Profira Sadoveanu (n. 21 mai 1906, Fălticeni, Suceava, România – d. 3 octombrie 2003, București, România) a fost o prozatoare și poetă română, fiica scriitorului Mihail Sadoveanu și a Ecaterinei Bâlu.

## Biografie
Profira Sadoveanu s-a născut la data de 20 mai 1906, în Fălticeni. Ea este fiica lui Mihail Sadoveanu și a Ecaterinei Bâlu.

### Cariera
A urmat cursurile liceale la Colegiul Național „Nicolae Gane” din Fălticeni și, după un an de studiu în particular, la Liceul „Oltea Doamna” din Iași (azi Colegiul Național „Mihai Eminescu”),  obține bacalaureatul în 1925. „Profirița”, așa cum era alintată de familie,  a studiat Filosofia la Facultatea de Litere și Filosofie din cadrul Universitatea „Alexandru Ioan Cuza” din Iași (1925 – 1929), fără însă a-și susține licența. Intenționează să studieze arta dramatică la Paris, dar nu obține consimțământul tatălui. După frecventarea facultății lucrează mult cu tatăl său, ea fiindu-i secretar literar, editor, arhivar, bibliotecar, corector și traducător.

#### Debutul
Debutează publicistic în „Universul literar și artistic” cu reportajul Trei zile de congres la Bratislava, folosind pseudonimul Valer Donea, și editorial cu romanul Mormolocul în anul 1933. Colaborează cu presa și publică în  Viața românească, Adevărul, Dimineața, Însemnări ieșene, Iașul literar, Tânărul scriitor, Gazeta literară, România literară, Luceafărul. A mai  publicat un volum de interviuri (Domniile lor domnii și doamnele, 1937/Stele și luceferi, 1969), memorialistică, cărți de evocare a tatălui său (Viața lui Mihail Sadoveanu, 1957; Ostrovul zimbrului, 1966; În umbra stejarului, 1955 ș.a.), poeme în proză (Ploi și ninsori, 1940), poezie (Somnul Pietrei, 1971), cărți de versuri pentru copii (Balaurul alb, 1955; Ochelarii bunicii, 1969, Flori de piatră, 1980) sau traduceri (Anton Pavlovici Cehov, Honoré de Balzac etc.).

### Moartea
Profira Sadoveanu a murit la vârsta de 97 de ani, pe 3 octombrie 2003, într-o locuință sărăcăcioasă, situată la parterul unui bloc din Berceni, pe str. Huedin nr. 4, unde locuia de cinci ani cu cumnatul său, ing. Paul Știubei, soțul Theodorei Sadoveanu. Este înmormântată la Cimitirul Străulești 2 din București.

## Scrieri
- Mormolocul (1933)
- Naufragiații din Auckland (1937)
- Domniile lor domnii și doamnele (1937)                                                .
- O zi cu Sadoveanu (1955)
- Balaurul alb (1955)
- Viața lui Sadoveanu. Copilăria și adolescența (1957)
- Vânătoare domnească (1963)
- Ostrovul zimbrului. Copilăria și adolescența lui Mihail Sadoveanu (1966)
- Stele și luceferi (1969)
- Planeta părăsită (1970)
- Ochelarii bunicii (1970)
- Somnul pietrei, versuri (1971)
- Cântece lui Ștefan Voda (1974)
- Ploi și ninsori (1975)
- Foc de artificii (1985)
- Destăinuiri (1989)

Traduceri:
A tradus, uneori în colaborare cu  Valeria Sadoveanu, cumnata ei, din opera lui A.P. Cehov, A.N. Ostrovski, K.D. Ușinski, H. de Balzac.
Welty, Endora. Bătălii pierdute: roman. În românește de Profira Sadoveanu. București: [s.n.], 1976;
France, Anatole. Crinul roșu. În românește de Profira Sadoveanu. București: Editura pentru Literatură Universală, 1967;

## Filmografie

### Scenaristă
- Frații Jderi (1974) - în colaborare cu Constantin Mitru și Mircea Drăgan